# Fougerolles-du-Plessis
Fougerolles-du-Plessis (bis 1897 nur Fougerolles) ist eine französische Gemeinde mit 1186 Einwohnern (Stand 1. Januar 2022) im Département Mayenne in der Region Pays de la Loire. Sie gehört zum Arrondissement Mayenne und zum Kanton Gorron.

## Bevölkerungsentwicklung
| Jahr      | 1962 | 1968 | 1975 | 1982 | 1990 | 1999 | 2012 | 2019 |
| Einwohner | 1673 | 1701 | 1645 | 1773 | 1745 | 1566 | 1305 | 1176 |

## Sehenswürdigkeiten
- Kirche der Unbefleckten Empfängnis (Église de l’Immaculée-Conception), 1858 aus den Ruinen der nahe gelegenen Abtei Savigny errichtet
- Hospital (1709 gegründet)
- Schloss Goué (16. Jahrhundert)
- Ruine La Hautonière
- Schloss Clairefontaine (19. Jahrhundert)
- Manoir de la Barbottière (um 1775)

## Persönlichkeiten
- Jean-Baptiste-Michel Ouvrard de la Haie (1741–1821), Priester, Schriftsteller und Konterrevolutionär, geboren in Fougerolles
- Sylvain Auguste de Marseul (1812–1890), Insektenkundler, geboren in Fougerolles
- Marin-Marie (1901–1987), Marinemaler, Begleiter von Jean-Baptiste Charcot
- Paul Laizé (1905–1988), Weltpriester, geboren in Fougerolles

## Gemeindepartnerschaft
- Abbeyleix (Irland)